# Titularbistum Aphnaeum
Aphnaeum (ital.: Afneo) ist ein Titularbistum der römisch-katholischen Kirche.
Es geht zurück auf ein früheres Bistum der antiken Stadt Aphnaion in Ägypten (spätantike römische Provinz Aegyptus Herculea bzw. Augustamnica) im östlichen Nildelta, das der Kirchenprovinz Pelusium angehörte.
| Titularbischöfe von Aphnaeum |                               |                                               |                 |                |
| Nr.                          | Name                          | Amt                                           | von             | bis            |
| 1                            | Joseph Alexander Fernandes    | Weihbischof in Kalkutta (Indien)              | 24. Januar 1949 | 12. April 1951 |
| 2                            | Gregorio Espiga e Infante OAR | Apostolischer Vikar von Palawan (Philippinen) | 3. Juli 1955    | 15. April 1997 |